# 阿萨乡
阿萨乡，是中华人民共和国四川省凉山彝族自治州盐源县曾经下辖的一个乡。2016年撤销。

## 行政区划
阿萨乡撤销前下辖以下地区：
马桑坪村、大树子村、阿梯坝村、马鹿村、和平村和河坝村。